# Neoscona pseudonautica
Neoscona pseudonautica är en spindelart som beskrevs av Yin et al. 1990. Neoscona pseudonautica ingår i släktet Neoscona och familjen hjulspindlar. Inga underarter finns listade i Catalogue of Life.